# Tommy Hilfiger
Thomas Jacob Hilfiger (Nova York, 24 de març de 1951), conegut com a Tommy Hilfiger, és un dissenyador de moda estatunidenc, fundador de l'empresa que porta el seu nom i que fabrica roba i joies d'alta categoria.

## Biografia
Provinent d'una família catòlica irlandesa, Tommy Hilfiger és el segon de nou germans. Va tenir clar des de ben petit que volia dedicar-se al món de la moda. Així, el 1969 va començar a treballar com a distribuïdor de roba hippie. Després, en els començaments de l'era disc (finals dels anys 70 i primers 80), va treballar a la marca Jordache.
Va crear la seva pròpia línia el 1985 i, sent gairebé un desconegut, va llançar una campanya amb el missatge: "Els quatre millors dissenyadors de roba d'home són Ralph Lauren, Perry Ellis, Calvin Klein i Tommy Hilfiger ". Des de llavors, Tommy Hilfiger s'ha consolidat com una de les grans marques de roba a nivell mundial.